# Kalksten
Kalksten eller kalk (tidligere også kaldet limsten, jf. engelsk limestone) er en sedimentær bjergart, i visse tilfælde dannet ved uorganisk udfældning, fx kildekalk eller frådsten, men som oftest opbygget af skaldele fra havlevende organismer såsom muslinger, snegle, koraller, foraminiferer og kokkoliter. Kalksten består langt overvejende af karbonat-mineralerne calcit eller aragonit. Kalksten kan dannes i en række forskellige geologiske aflejringsmiljøer, fx fra revdannende koraller eller bryozoer på lavt vand eller fra aflejring af fritsvævende kalkskallede alger på dybere vand, som det fx kendes fra skrivekridt.
Kalksten forekommer hyppigt på alle kontinenter og udgør omkring 10% af alle sedimentære bjergarter. Kalksten anvendes til en lang række formål, fx som bygningsmateriale ved bygning af huse og veje, som råstof ved cementfremstilling, som hvidt farvestof i fx tandpasta, maling og papir, og til jordforbedring. Desuden indvindes en betragtelig del af fossile brændsler fra kalkstenslag, fx i Nordsøen. Kalksten indeholder store mængder CO2 og er derfor et vigtigt kulstoflager mht. global opvarmning.

## Etymologi
Ordet kalk kommer fra latin calx, i genitiv calcis. Da kalk for det meste er mere eller mindre hærdnet, bruges kalksten som almen geologisk bjergartsbetegnelse. Inden for ingeniørgeologi skelnes dog mellem betegnelserne kalk, om uhærdnet eller svagt hærdnet kalksten, og kalksten, om hærdnet eller stærkt hærdnet kalksten.

## Sammensætning
En bjergart skal indeholde mindst 75 % eller 85 % karbonatmineraler for at kunne kaldes kalksten. De altdominerende mineraler i kalksten er calcit og aragonit, mens dolomit og siderit kan forekomme i mindre mængder, foruden organisk materiale og siliciklastisk sand og ler. Mange kalksten, herunder de almindelige danske, nemlig danienkalk og skrivekridt, indeholder større eller mindre mængder af flint. Mange organismer danner skaller af aragonit, som dog med tiden bliver ustabil og opløses eller omdannes til calcit.
Kalksten består oftest af tre hovedkomponenter:
- større skaldele af fx koraller, bryozoer, snegle, muslinger, søpindsvin, søliljer eller brakiopoder,
- finkornet kalkslam (mikrit) fra kokkoliter og foraminiferer,
- cement, som diagenetisk udfyldning af porerum.

Kalksten varierer meget i både tekstur og farve, afhængigt af skalindhold, kornstørrelse og -type samt urenheder. De er oftest hvidlige, men jernforbindelser eller organisk materiale kan gøre dem røde, grønne, blå eller næsten sorte.
Langt de fleste kalksten er dannet ved biologisk aktivitet i havet, især på lavt vand i subtropisk eller tropisk klima, hvor temperatur, lysforhold og næringstilførsel er mest gunstige for kalkproducerende organismer, men de kan også dannes i koldt vand i tempereret klima. Ofte er de dannet ved vækst på stedet som fx i skalbanker og rev, i Danmark således koralkalk kendt fra Faxe kalkbrud og bryozokalk kendt fra bl.a. Stevns Klint. Kalk kan også aflejres på dybt vand, som finkornet kalkslam.
Kemisk udfældede kalksten kan fx dannes ved inddampning af sø- eller havvand (evaporitter) eller ved udfældning fra grundvand (travertin, kildekalk, frådsten, drypsten og kalkaflejringer omkring varme kilder i vulkanske områder).

## Forekomst
Kalksten er vidt udbredt over hele Jorden, herunder Mellemeuropa, Middelhavsområdet og de britiske øer. Kalksten forekommer kun sjældent i grundfjeldsområder, som fx det fennoskandiske skjold i Sverige og Finland, samt det canadiske skjold i Nordamerika.

### Danmark
Kalksten fra Kridt og Palæogen er vidt udbredt i den danske undergrund og findes bl.a. blottet som bryozokalk ved Bulbjerg i Thy og i klinterne på Møn (skrivekridt) og Stevns (skrivekridt og bryozokalk), samt som skrivekridt i de store, åbne brud ved Aalborg og som koralkalk ved Fakse. Palæozoiske kalksten findes blottet på Bornholm, mens der i resten af landet mange steder på stor dybde findes tykke kalkaflejringer fra Perm.

## Anvendelse
Kalksten er økonomisk betydningsfuld både som råstof der graves og som reservoirbjergart for grundvand, olie og gas. Omtrent halvdelen af alverdens olie og gas produceres fra kalksten, og i Nordsøen kommer en betydelig del af produktionen fra kalkfelter, i dansk nordsø således næsten udelukkende fra kalkfelter. Mange steder er bly- og zinkmalm bundet til kalksten.
Kalkstens vigtigste anvendelser som råstof er til fremstilling af cement og som læsket kalk til fremstilling af mørtel. Anvendelse af kalkmørtel ved byggeri kendes mange steder fra omkring 1000 f.Kr. Kalk anvendes desuden som fyldstof i fx papir, gummi, maling og tabletter og er en af råvarerne til fremstilling af glas. Det anvendes også som slaggedanner i stålfremstilling. Mange tekniske anvendelser beror på, at kalk er det billigste råstof for basiske forbindelser, idet brændt og læsket kalk begge er basiske. Inden for teknisk kemi anvendes kalk som leverandør af carbonationer til soda både i den tidligere anvendte Leblanc-proces og den nu anvendte Solvay-proces. I vandrensning kan den forbigående hårdhed fjernes med calciumhydroxid, idet der dannes bundfald af calciumcarbonat (kedelsten). Afsvovling af røggas kan foretages med kalkmælk, der er en suspension af læsket kalk i vand. Kalkmælk anvendes også til hvidtning. Sukkersaft renses ved tilsætning af læsket kalk, hvorved der dannes calciumsalte af sucrose; sukkeret frigøres igen med kuldioxid. Kalkmel (formalet kalk) anvendes som fyldstof ved brug af det sprængfarlige ammoniumnitrat som gødning. I landbruget anvendes kalk pga. sine basiske egenskaber mod forsuring, såkaldt jordbrugskalk. Brændt kalk og læsket kalk anvendes ved fx vejbyggeri til at forbedre bæreevnen af lerholdig jord, såkaldt kalkstabilisering.